# Stuart Skelton

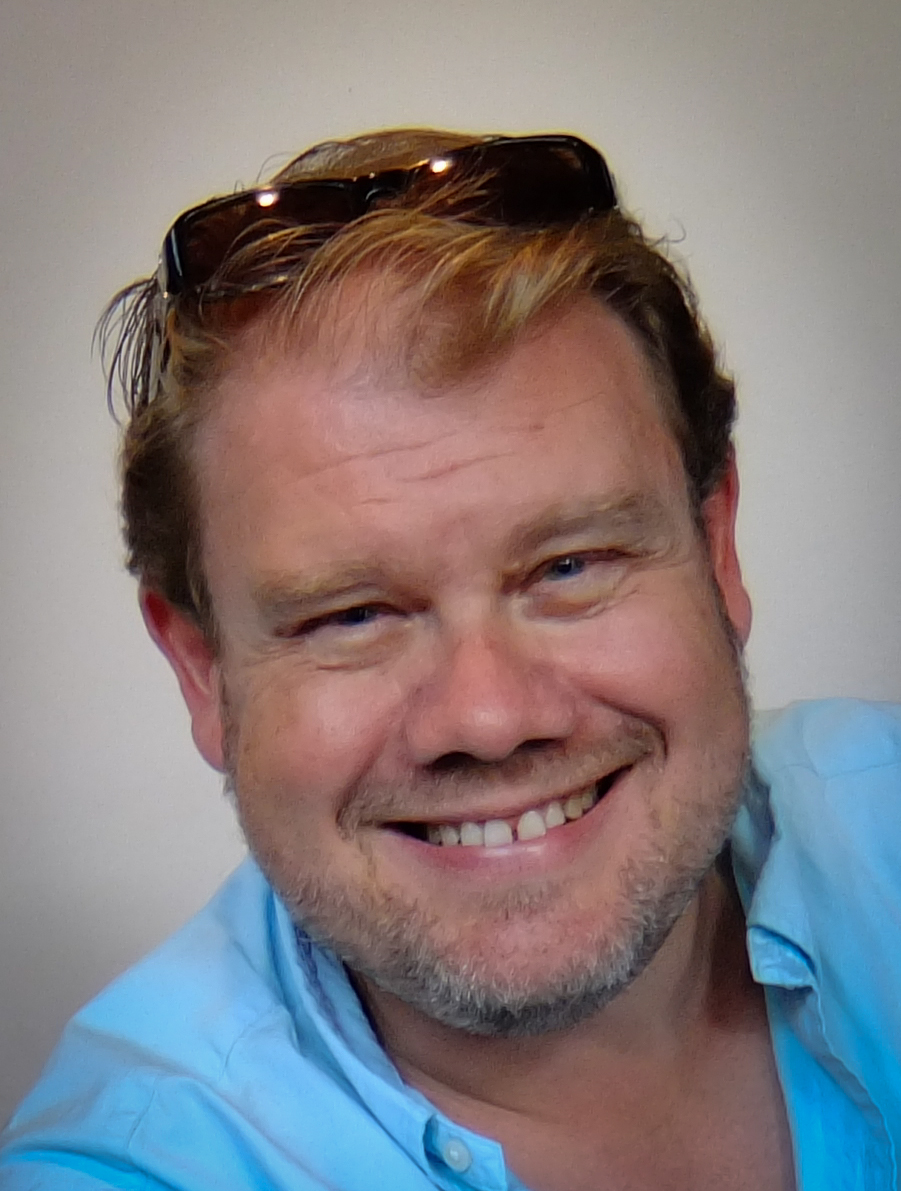
Stuart Skelton i(2013)

Stuart Skelton (* 1. Januar 1968 in Sydney) ist ein australischer Opernsänger in der Stimmlage Tenor (Heldentenor).

## Leben

### Ausbildung
Stuart Skelton studierte in seiner Heimatstadt Sydney sowie am Conservatory of Music der Universität von Cincinnati.

### Karriere
Das Repertoire von Skelton umfasst zahlreiche herausfordernde Rollen der Oper, darunter Richard Wagners Lohengrin, Parsifal, Rienzi, Siegmund in Die Walküre und Erik in Der fliegende Holländer bis zu Richard Strauss’ Kaiser in Die Frau ohne Schatten und Bacchus in Ariadne auf Naxos, I, Camille Saint-Saëns’ Samson in Samson et Dalila, Ludwig van Beethovens Florestan in Fidelio und Benjamin Brittens Peter Grimes in der gleichnamigen Oper.
Seine Stimme und sein musikalisches Können haben Skelton auf die führenden Konzert- und Opernbühnen der Welt geführt, darunter Berlin, Hamburg, London, Madrid, München, Paris, Wien, Peking, Hongkong, Shanghai, Tokio, Los Angeles, New York City, San Francisco und Sydney.
Er hat mit Dirigenten wie Vladimir Ashkenazy, Daniel Barenboim, Jiři Bèlohlavek, James Conlon, Sir Andrew Davis, Christoph von Dohnányi, Christoph Eschenbach, Asher Fisch, Mariss Jansons, Philippe Jordan, James Levine, Fabio Luisi, Lorin Maazel, Sir Charles Mackerras, Sir Simon Rattle, David Robertson, Donald Runnicles, Michael Tilson-Thomas und Simone Young und mit Orchestern wie den Berliner Philharmonikern, dem Boston Symphony Orchestra, dem Los Angeles Philharmonic, dem London Symphony Orchestra, dem St. Louis Symphony Orchestra, dem San Francisco Symphony Orchestra, den Wiener Philharmonikern und den Radio-Symphonieorchestern in Hamburg und Frankfurt am Main sowie den Symphonieorchestern von Sydney, Adelaide, Melbourne, Tasmanien und Western Australia zusammen gearbeitet.
Zu Skeltons Engagements im Jahr 2014 gehörte sein Debüt in der Titelrolle von Giuseppe Verdis Otello an der English National Opera in London, die Aufführung von Gustav Mahlers Das Lied von der Erde an der Oper Zürich, Ludwig van Beethovens 9. Sinfonie gemeinsam mit den Hamburger Philharmonikern unter Simone Young und dem BBC Scottish Symphony Orchestra unter Donald Runnicles, Beethovens Missa Solemnis unter Philippe Jordan im jährlichen TV-Weihnachtskonzert der Mailänder Scala und einer Rückkehr in seine Schlüsselrolle als Peter Grimes bei der English National Opera in David Aldens gefeierter Produktion. Er war auch in der Titelrolle von Edward Elgars The Dream of Gerontius mit dem BBC Symphony Orchestra unter Sir Andrew Davis, in Konzertaufführungen des dritten Akts von Richard Wagners Siegfried mit der Opéra national de Bordeaux unter Paul Daniel und von Peter Grimes unter Michael Tilson-Thomas und in Konzerten mit Sir Antonio Pappano und der Accademia Nazionale di Santa Cecilia zu hören.
2015 debütierte Skelton als Tristan in Tristan und Isolde mit dem Sydney Symphony Orchestra unter David Robertson. Er kehrte als Samson in Samson et Dalila und als Siegmund in Die Walküre an die Bayerische Staatsoper zurück. Weitere Engagements 2015 waren Beethovens Missa Solemnis mit dem Sydney Symphony Orchestra, Konzertauftritte von Peter Grimes mit dem Iceland Symphony Orchestra, Fidelio mit dem BBC Philharmonic Orchestra, Leoš Janáčeks Glagolitische Messe und Arnold Schönbergs Gurre-Lieder mit dem Bergen Philharmonic Orchestra, Mahlers Lied von der Erde mit dem Minnesota Symphony Orchestra, Edward Elgars The Kingdom mit dem Radio Filharmonisch Orkest und dem Royal Flemish Philharmonic, Beethovens Fidelio mit dem BBC Philharmonic Orchestra und Beethovens 9. Symphonie beim Blossom Music Festival mit dem Cleveland Orchestra.
2016 war er bei den Osterfestspielen Baden-Baden und an der English National Opera als Tristan in Tristan und Isolde zu hören und eröffnete in dieser Rolle gemeinsam mit Nina Stemme die Opernsaison 2016/17 der Metropolitan Opera in New York City, in einer Neuproduktion unter der Leitung von Sir Simon Rattle. Bei den Sommerfestspielen Baden-Baden war er außerdem als Siegmund in Die Walküre zu hören.
Zu seinen Rollen und Engagements 2017 gehörte Lohengrin an der Opéra National de Paris, Laca Klemeň an der Bayerischen Staatsoper und bei den Münchner Opernfestspielen, Siegmund an der Deutschen Oper Berlin und beim Beijing Music Festival, als Peter Grimes beim Bergen International Festival und beim Edinburgh International Festival, Florestan bei den BBC Proms und Otello bei der Bergen National Opera.
Am 1. August 2019 gab Stuart Skelton im Rahmen der Sommerkonzertreihe BBC Proms gemeinsam mit Claudia Mahnke, Leif Ove Andsnes und dem BBC Symphony Orchestra unter Leitung von Edward Gardner ein Gastspiel in der Royal Albert Hall in London mit Mahlers Liederzyklus Das Lied von der Erde.

## Repertoire (Auswahl)

### Oper
| Komponist                   | Oper                         | Rolle          |
| --------------------------- | ---------------------------- | -------------- |
| Ludwig van Beethoven        | Fidelio                      | Florestan      |
| Alban Berg                  | Wozzeck                      | Tambourmajor   |
| Benjamin Britten            | Peter Grimes                 | Peter Grimes   |
| Benjamin Britten            | The Turn of the Screw        | Prolog         |
| Benjamin Britten            | The Turn of the Screw        | Peter Quint    |
| Luigi Dallapiccola          | Il prigioniero               | Großinquisitor |
| Luigi Dallapiccola          | Il prigioniero               | Kerkermeister  |
| Antonín Dvořák              | Dimitrij                     | Dmitrij        |
| Antonín Dvořák              | Rusalka                      | Der Prinz      |
| Leoš Janáček                | Jenůfa                       | Laca           |
| Leoš Janáček                | Káťa Kabanová                | Boris          |
| Ruggero Leoncavallo         | Pagliacci                    | Canio          |
| André Previn                | A Streetcar Named Desire     | Mitch          |
| Giacomo Puccini             | Tosca                        | Cavaradossi    |
| Camille Saint-Saëns         | Samson et Dalila             | Samson         |
| Richard Strauss             | Ariadne auf Naxos            | Bacchus        |
| Richard Strauss             | Die Frau ohne Schatten       | Kaiser         |
| Igor Strawinsky             | Oedipus Rex                  | Oedipus        |
| Pjotr Iljitsch Tschaikowski | Pique Dame                   | Hermann        |
| Giuseppe Verdi              | Otello                       | Otello         |
| Richard Wagner              | Der fliegende Holländer      | Erik           |
| Richard Wagner              | Lohengrin                    | Lohengrin      |
| Richard Wagner              | Parsifal                     | Parsifal       |
| Richard Wagner              | Rienzi                       | Rienzi         |
| Richard Wagner              | Tristan und Isolde           | Tristan        |
| Richard Wagner              | Die Walküre                  | Siegmund       |
| Carl Maria von Weber        | Euryanthe                    | Adolar         |
| Carl Maria von Weber        | Der Freischütz               | Max            |
| Alexander von Zemlinsky     | Eine florentinische Tragödie | Guido          |

### Vokalwerke
| Komponist               | Werk                        |
| ----------------------- | --------------------------- |
| Ludwig van Beethoven    | Missa Solemnis              |
| Ludwig van Beethoven    | 9. Sinfonie                 |
| Benjamin Britten        | Spring Symphony             |
| Benjamin Britten        | War Requiem                 |
| Antonín Dvořák          | Requiem                     |
| Edward Elgar            | The Dream of Gerontius      |
| Edward Elgar            | The Kingdom                 |
| Leoš Janáček            | Glagolitische Messe         |
| Erich Wolfgang Korngold | Lieder des Abschieds op. 14 |
| Gustav Mahler           | Das Lied von der Erde       |
| Gustav Mahler           | Das Klagende Lied           |
| Arnold Schönberg        | Gurre-Lieder (Waldemar)     |
| Giuseppe Verdi          | Requiem                     |

## Auszeichnungen
- 1997: 1. Preis beim Internationalen Hans-Gabor-Belvedere-Gesangswettbewerb
- 2005: „Best Male Performer in a Supporting Role in an Opera“ bei den 5. Helpmann Awards
- 2010: „Best Male Performer in an Opera“ bei den 10. Helpmann Awards
- 2014: „Male Singer of the Year“ bei den International Opera Awards 2014[6]

## Diskografie (Auswahl)
Studioaufnahmen
- 2008: Mahler Das Lied von der Erde, mit dem Dirigenten Michael Tilson Thomas und der San Francisco Symphony
- 2010: Mahler Das Lied von der Erde, mit dem Dirigenten Vladimir Ashkenazy und der Sydney Symphony Orchestra
- 2011: Requiem von Thierry Lancino, mit dem Dirigenten Eliahu Inbal und dem Orchestre Philharmonique de Radio France
- 2020: Peter Grimes, mit dem Dirigenten Edward Gardner und dem Bergen Philharmonic Orchestra

Live Opernaufnahmen
- 2009: Siegmund in Richard Wagners Die Walküre, mit der Dirigentin Simone Young in Hamburg